# Januar 1995
Portal Geschichte | Portal Biografien | Aktuelle Ereignisse | Jahreskalender | Tagesartikel

◄ |
19. Jahrhundert |
20. Jahrhundert
| 21. Jahrhundert

◄ |
1960er |
1970er |
1980er |
1990er
| 2000er | 2010er | 2020er | ►

◄ |
1991 |
1992 |
1993 |
1994 |
1995
| 1996 | 1997 | 1998 | 1999 | ►

◄ |
Oktober 1994 |
November 1994 |
Dezember 1994 |
Januar 1995 |
Februar 1995 |
März 1995 |
April 1995 |
►
Dieser Artikel behandelt aktuelle Nachrichten und Ereignisse im Januar 1995.

## Tagesgeschehen

### Sonntag, 1. Januar 1995

Logo der Welthandelsorganisation

Die EU wächst um drei Staaten, die wirtschaftlich und politisch stabil sind

- Bern/Schweiz: Der Politiker Kaspar Villiger von der Freisinnig-Demokratischen Partei übernimmt turnusgemäß das Amt des Bundespräsidenten.[1]
- Bern/Schweiz: In der Eidgenossenschaft beginnt eine Armeereform namens „Armee 95“. Vor dem Hintergrund der Überwindung des Kalten Kriegs wird die numerische Verringerung der Streitmacht um ein Drittel im Vergleich zur „Armee 61“ angestrebt.[2]
- Bonn/Deutschland: Nach Kranken-, Renten-, Unfall- und Arbeitslosenversicherung haben Beitragszahler in die Sozialversicherung (SV) ab heute ein Recht zur staatlichen Unterstützung bei Aufwendungen zur Pflege im häuslichen oder im aushäusigen Rahmen. Zur Entlastung des SV-Systems gibt es Regelungen zur pflichtmäßigen Selbstbeteiligung der Betroffenen beziehungsweise ihrer Familien. Bedürftige ohne Versicherungsschutz müssen sich weiterhin an ihre Gemeinde wenden.[3]
- Bonn/Deutschland: Die zweite Postreform privatisiert die Deutsche Bundespost. Aus den 1989 geschaffenen Unternehmen DBP Postdienst für das Postwesen, DBP Postbank für das Bankgeschäft und DBP Telekom für die Bereitstellung von Telefonanschlüssen und für sonstige Telekommunikationsaufgaben entstehen die Aktiengesellschaften Deutsche Post AG, Deutsche Postbank AG und Deutsche Telekom AG.[4]
- Genf/Schweiz: Die im April 1994 gegründete Welthandelsorganisation (englisch World Trade Organization, WTO) nimmt ihre Arbeit auf und ein Abkommen über den Handel mit Dienstleistungen (GATS) sowie ein Übereinkommen über handelsbezogene Aspekte der Rechte des geistigen Eigentums (TRIPS) treten in den Unterzeichnerstaaten in Kraft. GATS soll u. a. den grenzüberschreitenden Handel mit Dienstleistungen liberalisieren.[5][6][7]

- Helsinki/Finnland, Stockholm/Schweden, Wien/Österreich: Die vierte Erweiterung der Europäischen Union ist mit der Aufnahme von Finnland, Österreich und Schweden abgeschlossen. Nach erfolgreichen Beitrittsverhandlungen stimmten die Wähler in diesen Ländern für den Beitritt, während die norwegischen Wähler ihn ablehnten.[8]
- Nordsee: Die automatische Wellenmessanlage auf der norwegischen Ölbohrplattform Draupner-E meldet eine einzelne Welle von 26 m Höhe und erbringt den wissenschaftlichen Beweis für die Existenz von Monsterwellen.[9]
- New York/Vereinigte Staaten: Botswana, Deutschland, Honduras, Indonesien und Italien werden neue nichtständige Mitglieder im Sicherheitsrat der Vereinten Nationen.[10]
- Paris/Frankreich: Frankreich übernimmt von Deutschland den Vorsitz im Rat der Europäischen Union. Das Amt des Regierungschefs der EG erhält, wie 1984 und 1989, François Mitterrand.[11]
- Wien/Österreich: Das Bundesministerium für Umwelt wird als eigenständiges Ressort gegründet. Staatssekretär Martin Bartenstein (ÖVP) wird zum ersten nur für Umweltfragen zuständigen Minister der Republik.[12]

### Montag, 2. Januar 1995
- Köln/Deutschland: Die vom WDR in Auftrag gegebene TV-Seifenoper Verbotene Liebe wird erstmals ausgestrahlt. Sie läuft im Programm der ARD.[13]

### Freitag, 6. Januar 1995
- Bischofshofen/Österreich: Der Österreicher Andreas Goldberger gewinnt vor dem Japaner Kazuyoshi Funaki die 43. Vierschanzentournee.[14]

### Samstag, 7. Januar 1995
- Amman/Jordanien: Zaid ibn Shaker löst Abdelsalam al-Majali als Ministerpräsident von Jordanien ab. Für Shaker ist es die dritte Amtsperiode.[15]

### Montag, 9. Januar 1995
- Wien/Österreich: Die Republik tritt dem Europäischen Währungssystem bei. Die Oesterreichische Nationalbank muss in Zukunft die Wechselkurse des Österreichischen Schillings zu jeder anderen Währung des „Warenkorbs“ der Europäischen Währungseinheit bei Bedarf stabil halten.[16]

### Dienstag, 10. Januar 1995
- Paris/Frankreich: Der Pariser Bürgermeister Jacques Chirac von der Sammlungsbewegung für die Republik veröffentlicht ein Buch mit dem Titel „Frankreich für alle“, in dem er den „sozialen Bruch“ der Gesellschaft als Gefahr für die „nationale Einheit“ skizziert. Der Wirtschaftsliberalismus, der ungenügend von sozialpolitischen Maßnahmen der Umverteilung flankiert werde, sei Verursacher der Spaltung.[17]

### Mittwoch, 11. Januar 1995
- Südafrika: Die ältesten nachweislich bekannten Sechslinge der Welt erreichen mit ihrem 21. Geburtstag die Volljährigkeit. Die Geschwister Rosenkowitz waren auch die ersten Sechslinge, die erwiesenermaßen das Kleinkindalter überlebten.[18]

### Montag, 16. Januar 1995
- Stuttgart/Deutschland: Die Deutsche Bahn AG und ihre Partner auf Bundes-, Landes- und kommunaler Ebene stellen eine Machbarkeitsstudie für das innerstädtische „Projekt 21“ vor. Der Kern des Bauvorhabens ist die Verlegung von Bahnanlagen unter die Erdoberfläche, vorrangig der Gleise, die oberirdisch zum Kopfbahnhof der Stadt Stuttgart führen. Die Fläche könne daraufhin einer neuen Nutzung zugeführt werden, z. B. als neues Stadtviertel.[19]
- Vereinigte Staaten: Verschiedene TV-Kanäle des Netzwerks von United Paramount strahlen die erste Episode der neuen Fernsehserie Star Trek: Raumschiff Voyager aus.[20]
- Wien/Österreich. Um Punkt 19 Uhr MEZ geht der Jugend- und Kultursender FM 4 erstmals auf Sendung.

### Dienstag, 17. Januar 1995
- Rom/Italien: Nach dem Bruch der Regierungskoalition unter Silvio Berlusconi (Forza Italia) wird der parteilose Lamberto Dini als neuer Präsident des Ministerrats vereidigt, um eine aus Fachleuten gebildete Übergangsregierung zu leiten, die mindestens bis zur Verabschiedung des Staatshaushalts des Jahres 1996 amtieren soll.[21]
- Straßburg/Frankreich: Der französische Präsident François Mitterrand, seit 17 Tagen Regierungschef der Europäischen Gemeinschaft, ermuntert die Abgeordneten des Europäischen Parlaments, die Europäische Integration als Überwindung des Nationalismus zu begreifen. Er formuliert das Schlagwort: „Der Nationalismus ist der Krieg.“[22]

### Donnerstag, 19. Januar 1995

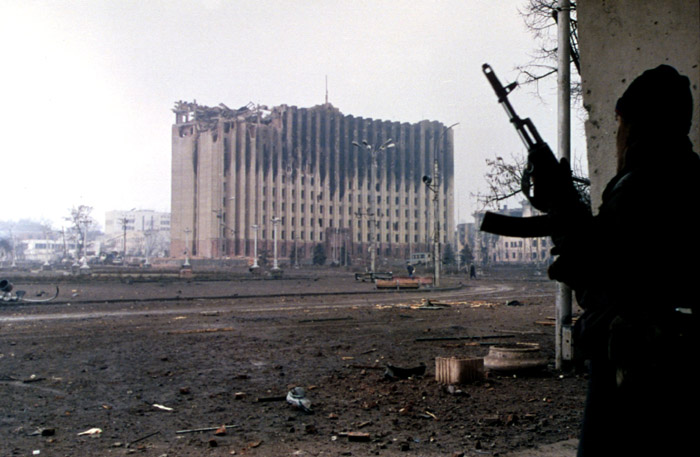
Präsidentenpalast
in Grosny

- Grosny/Russland: Im Krieg in Tschetschenien nehmen die Russischen Streitkräfte drei Wochen nach Beginn ihrer Offensive gegen die tschetschenische Hauptstadt Grosny, bei der sie keine Rücksicht auf das Schicksal der Zivilbevölkerung nahmen, den zerstörten Präsidentenpalast ein.[23]

### Samstag, 21. Januar 1995

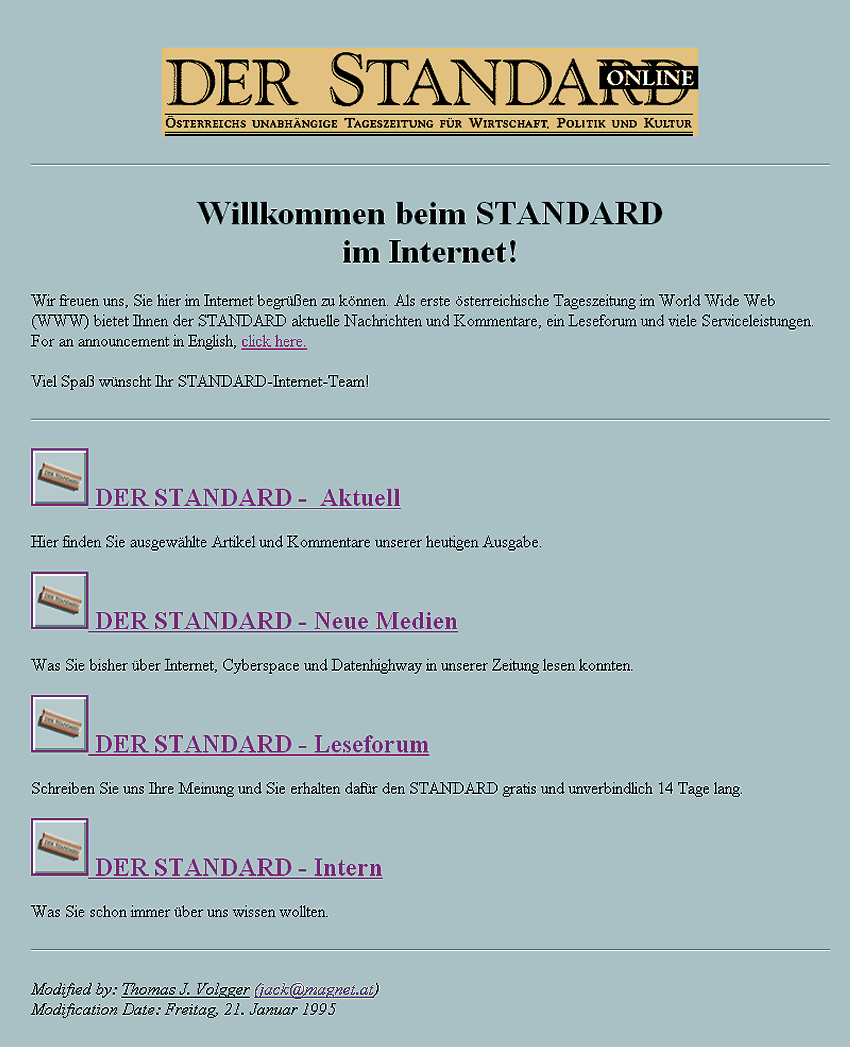
„Schreiben Sie uns Ihre Meinung und Sie erhalten dafür den Standard gratis“

- Beverly Hills/Vereinigte Staaten: Bei der 52. Verleihung der Golden Globe Awards wird der Film Forrest Gump des amerikanischen Regisseurs Robert Zemeckis als bester Kinofilm (Drama) des vergangenen Jahres ausgezeichnet. Die italienische Schauspielerin Sophia Loren erhält den Preis für das Lebenswerk.[24]
- Wien/Österreich: Als erste deutschsprachige Tageszeitung startet heute Der Standard sein Angebot im World Wide Web. Knapp 2 % der Österreicher verfügen gegenwärtig über einen Zugang zum Internet.[25]

### Sonntag, 22. Januar 1995
- Sofia/Bulgarien: Schan Widenow von der Sozialistischen Partei, ehemaliger Vorsitzender des kommunistischen Jugendverbands der Volksrepublik Bulgarien, wird als neuer Ministerpräsident vereidigt. Er ist der sechste Ministerpräsident seit Abschaffung der Volksrepublik und von diesen der erste, der ohne Unterbrechung eine positive Einstellung zum Kommunismus pflegt.[26]

### Montag, 23. Januar 1995
- Brüssel/Belgien: Der luxemburgische Politiker Jacques Santer (CSV) wird Nachfolger des Franzosen Jacques Delors als Präsident der Europäischen Kommission.[27]

### Sonntag, 29. Januar 1995
- Miami Gardens/Vereinigte Staaten: Der Super Bowl XXIX im American Football zwischen den San Francisco 49ers und den San Diego Chargers endet 49:26.[28]

### Dienstag, 31. Januar 1995
- Washington, D.C./Vereinigte Staaten: Die Vereinigten Staaten gewähren Mexiko in der so genannten „Tequila-Krise“ einen Beistandskredit in Höhe von 20 Milliarden US-Dollar, da es Kreditfälligkeiten bedienen muss, um die Beschleunigung des Außenwertverlusts der Währung Mexikanischer Peso sowie eine noch höhere Inflationsrate zu verhindern. Investoren aus den USA, darunter viele Privatleute, sind in dem Land mit rund 35 Milliarden US-Dollar Eigenkapital engagiert.[29][30]